# Нова Гвинеја
Нова Гвинеја или Папуа је друго острво по величини на свету са површином од 829.200 km². На југу се налазе Торесов пролаз и Арафурско море који га одвајају од Аустралије, на истоку су Соломоново море и Новогвинејско море, док је на северу Тихи океан.
Нова Гвинеја је подељена по линији север-југ у две скоро једнаке половине. Део острва који се налази западно од 141° источне географске дужине, осим малог дела територије источно од реке Флај, припада Индонезији. Индонежански део подељен је у две провинције: Западна Папуа, чији је главни град Маноквари, и Папуа чији је главни град Џајапура. Источни део чини највећи део територије Папуа Нове Гвинеје.
Популација Нове Гвинеје износи око 6,9 милиона људи у обе половине. На острву живи скоро хиљаду различитих племенских група и говори се око 600-700 различитих језика, подељених у две групе: папуански језици и аустронежански језици.

## Име
Први шпански и португалски истраживачи, који су до острва Нова Гвинеја допловили из правца Молучких острва, за њега су користили назив Папуа. Међутим, убрзо га је у западним изворима заменило име Нова Гвинеја, које је први употребио Иниго Ортис де Ретес 1545, желећи да укаже на сличност у изгледу староседелачког становништва овог острва и староседелаца афричке области Гвинеје.

## Историја
Први Европљанин који је открио острво био је португалски морепловац Антонио Дабреу 1511. Шпанци су поново открили острво 1546. и дали му име Нова Гвинеја. Источноиндијска компанија је 1793. присвојила острво у име Велике Британије. Холандска источноиндијска компанија је 1828. заузела западни део острва. Североисточни део који није био ни под британском, ни под холандском влашћу је 1884. анектирала Немачка. Британија је 1906. свој део уступила Аустралији. Аустралијске трупе су окупирале немачки део 1914. који је по одлуци Лиге народа дошао под аустралијски мандат под именом Територија Нове Гвинеје. Током Другог светског рата Јапанци су окупирали острво где су остали све до септембра 1945. Територија Нове Гвинеје је дошла под туторство Уједињених нација 1946, а административно је њоме управљала Аустралија. Холандија је напустила контролу над западним делом острва 1962, који је присвојила Индонезија. Источни део је постао независан 1972. под именом Папуа Нова Гвинеја.

## Биљни и животињски свет
Нова Гвинеја има огроман еколошки значај због свог биодиверзитета, између 5 и 8% свих врста живи на острву. Велики број врста су ендемичне, а хиљаде су још увек непознате за западну науку. На Новој Гвинеји живи преко 200.000 врста инсеката, између 11.000 и 20.000 врста биљака, преко 650 врста птица од тога 324 ендемичних, преко 400 врста водоземаца, 455 врста лептира, торбари и различите друге врсте сисара. Нова Гвинеја има 284 врста и три реда сисара од којих су 195 или 69% ендемичне врсте. Најмање се зна о жабама које живе на острву. Тренутно су познате 282 врсте, али се верује да ће се њихов број удвостручити или чак утростручити када све врсте буду документоване.

## Однос према околини
Острво Нова Гвинеја лежи источно од Малајског архипелага, с којим је понекад укључено у састав већег индо-аустралијског архипелага. Геолошки је део исте тектонске плоче као и Аустралија. Кад су нивои светског мора били ниски, постојале су две заједничке обале (које сада леже 100 до 140 метара испод нивоа мора), које у комбинацији са копном које је сада поплављено представљају тектонски континент Сахул, такође познат као Шира Аустралија. Две копнене масе су се раздвојиле када је подручје сада познато као Торесов пролаз поплављено након окончања последњег глацијалног периода.
Антрополошки, Нова Гвинеја се сматра делом Меланезије.
Нова Гвинеја се разликује од свог сушнијег, равнијег, и мање плодног јужног пандана, Аустралије, по много већим нивоу падавина и активној вулканској геологији, са највишом тачком, Пункак Џаја, која достиже надморску висину 4.844 м. Ипак, две копнене масе деле сличну животињску фауну, са торбарима, укључујући валабије и опосуме, и монотремом који полаже јаја, језшцом. Осим шишмиша и неких десетак аутохтоних родова глодара, нема аутохтоних плаценталних сисара пре човека. Свиње, неколико додатних врста пацова и предак новогвинејског пса уведени су са људском колонизацијом.
Пре 1970-их, археолози су називали заједничку плеистоценску копну масу Аустралазија, иако се ова реч најчешће користи за шири регион који обухвата земље, попут Новог Зеланда, које нису на истој континенталној плочи. Почетком 1970-их уведен је термин Шира Аустралија за плеистоценски континент. Затим је на једној конференцији из 1975. године и у накнадној публикацији, проширено значење имена Сахул из његове претходне употребе за само Сахулску плочу како би се обухватио континент.

## Људско присуство
Људско присуство на острву датира од пре најмање 40.000 година, до времена најстаријих Homo sapiens миграција из Африке. Истраживања показују да су планине биле рано и независно средиште пољопривреде, са доказима о наводњавању уназад најмање 10 000 година. Услед велике дужине временског периода његовог насељавања и изразито фрактурног пејзажа, на острву се говори необично велик број језика. Око 1.000 језика (број већи од оног на већини континената) каталогизовано је из процењеног светског преколумбијског тотала, са више од 7.000 тренутно говорних људских језика према публикацији Етнолог. Већина је класификована као папуански језици, што је општеприхваћени географски појам. На обали и на приобалским острвима говори се известан број аустронежанских језика.
У 16. веку, португалски истраживачи стигли су на острво и назвали га Папуа. У новијој историји западна Нова Гвинеја је била укључена у колонију Холандска Источна Индија. Немци су северну обалу источне половине острва припојили Немачкој Новој Гвинеји у својим напорима да се успоставе као колонијална сила пре Првог светског рата, док је Британија полагала право на југоисточни део. Након Версајског споразума, немачки део додељен је Аустралији (која је већ управљала британским делом, названим Територија Папуа) као мандат Лиге народа. Источна половина острва добила је независност од Аустралије 1975. године, као Папуа Нова Гвинеја. Западна половина је стекла независност од Холанђана 1961. године, али је убрзо након тога постала део Индонезије под контроверзним околностима.